# Olympische Jugend-Sommerspiele 2014/Teilnehmer (Ukraine)
| Gelbes Symbol für Goldmedaillen mit stilisierten Olympischen Ringen | Graues Symbol für Silbermedaillen mit stilisierten Olympischen Ringen | Braundes Symbol für Bronzemedaillen mit stilisierten Olympischen Ringen |
| ------------------------------------------------------------------- | --------------------------------------------------------------------- | ----------------------------------------------------------------------- |
| 7                                                                   | 8                                                                     | 8                                                                       |

Die Jugend-Olympiamannschaft der Ukraine für die II. Olympischen Jugend-Sommerspiele vom 16. bis 28. August 2014 in Nanjing (Volksrepublik China) bestand aus 58 Athleten.

## Athleten nach Sportarten

### Badminton
| Mädchen - Wladyslawa Lisna Einzel: 25. Platz Mixed: 17. Platz (mit Ygor Oliveira Brasilien) | Jungen - Ruslan Sarsekenow Einzel: 25. Platz Mixed: 9. Platz (mit Akane Yamaguchi Japan) |

### Beachvolleyball
Jungen
- Illja Kowaljow
- Oleh Plotnyzkyj
9. Platz

### Bogenschießen
| Mädchen - Wiktorija Oleksjuk Einzel: 9. Platz Mixed: 17. Platz (mit Xander Heinz Reddig Namibia) | Jungen - Anton Komar Einzel: 17. Platz Mixed: 17. Platz (mit Sylwia Zyzańska Polen) |

### Boxen
| Mädchen - Anhelina Bondarenko Leichtgewicht: 6. Platz | Jungen - Wiktor Petrow Halbweltergewicht: 5. Platz - Ramil Hadschyew Mittelgewicht: Gold - Robert Marton Schwergewicht: 5. Platz |

### Fechten
Mädchen
- Inna Brovko
Degen Einzel: 8. Platz
Mixed: 6. Platz (im Team Europa 4)

### Gewichtheben
| Mädchen - Sofija Sentschenko Schwergewicht: Bronze | Jungen - Yevhen Fesak Superschwergewicht: 7. Platz |

### Judo
| Mädchen - Liudmyla Drozdova Klasse bis 63 kg: 9. Platz Mixed: Bronze (im Team Douillet) | Jungen - Bohdan Yadov Klasse bis 66 kg: Silber Mixed: 9. Platz (im Team Chochishvili) |

### Kanu
| Mädchen - Liudmyla Luzan Kanu-Einer Sprint: Silber Kanu-Einer Slalom: DNF (1. Runde) | Jungen - Bohdan Chaban Kanu-Einer Sprint: 5. Platz Kanu-Einer Slalom: disqualifiziert (1. Runde) |

### Leichtathletik
| Mädchen - Dschojs Koba 200 m: Silber 8 × 100 m Mixed: 7. Platz - Yana Kachur 400 m: 9. Platz 8 × 100 m Mixed: 6. Platz - Maryna Duts 800 m: 12. Platz 8 × 100 m Mixed: 50. Platz - Julija Lewtschenko Hochsprung: Gold 8 × 100 m Mixed: 4. Platz - Jelysaweta Baby Weitsprung: Gold 8 × 100 m Mixed: 54. Platz - Julija Bajrak Kugelstoßen: 9. Platz 8 × 100 m Mixed: 43. Platz - Aljona Beljakowa Diskuswurf: Silber 8 × 100 m Mixed: 40. Platz - Wiktorija Sachno Hammerwurf: 9. Platz 8 × 100 m Mixed: 51. Platz | Jungen - Oleksandr Barannikov Hochsprung: 4. Platz 8 × 100 m Mixed: 63. Platz - Wladyslaw Malychin Stabhochsprung: 7. Platz 8 × 100 m Mixed: 15. Platz - Oleksandr Malossilow Dreisprung: 4. Platz 8 × 100 m Mixed: Silber - Ruslan Walitow Diskuswurf: Bronze 8 × 100 m Mixed: 41. Platz - Hlib Piskunow Hammerwurf: Gold 8 × 100 m Mixed: 61. Platz - Oleksandr Kozubskyi Speerwurf: DNF 8 × 100 m Mixed: 10. Platz |

### Moderner Fünfkampf
| Mädchen - Yana Polishchuk Einzel: 17. Platz Mixed: 5. Platz (mit Martin Vlach Tschechien) | Jungen - Anton Kuznetsov Einzel: 12. Platz Mixed: Gold (mit Maria Miguéis Teixeira Portugal) |

### Radsport
- Mixed: Bronze

| Mädchen - Anschelika Teterytschh - Daryna Tkatschowa Kombination: 10. Platz | Jungen - Wladyslaw Nisyzkyj - Rinat Udod Kombination: 13. Platz |

### Rhythmische Sportgymnastik
Mädchen
- Walerija Chanina
Einzel: 6. Platz

### Ringen
| Mädchen - Olena Kremzer Freistil bis 52 kg: Bronze | Jungen - Oleksij Massyk Griechisch-römisch bis 42 kg: Bronze |

### Rudern
Mädchen
- Alla Sarkanych
- Dar'ia Halahan
Zweier: 7. Platz

### Schießen
| Mädchen - Polina Konarjewa Luftpistole 10 m: 8. Platz Mixed: 7. Platz (mit Ion Aric Moldau) - Wiktorija Suchorukowa Luftgewehr 10 m: 14. Platz Mixed: Bronze (mit Lu Shao-Chuan Chinesisch Taipeh) | Jungen - Pawlo Korostyljow Luftpistole 10 m: Gold Mixed: 9. Platz (mit Javeria Shafqat Pakistan) |

### Schwimmen
| Mädchen - Iryna Hlavnyk 200 m Freistil: 29. Platz 50 m Rücken: 11. Platz 100 m Rücken: 10. Platz 200 m Rücken: 9. Platz 200 m Lagen: 23. Platz - Anastassija Maljawina 50 m Brust: 4. Platz 100 m Brust: Bronze 200 m Brust: Gold | Jungen - Mychajlo Romantschuk 400 m Freistil: Gold 800 m Freistil: Silber - Andrij Chlopzow 50 m Rücken: 8. Platz 100 m Rücken: 18. Platz |

### Segeln
Mädchen
- Kateryna Humenko
Einer: 4. Platz

### Taekwondo
| Mädchen - Julija Mijuz Klasse bis 63 kg: Bronze | Jungen - Jurij Sawenko Klasse bis 73 kg: 5. Platz - Denys Woronowskyj Klasse über 73 kg: Silber |

### Tennis
Mädchen
- Anhelina Kalinina
Einzel: 4. Platz
Doppel: Gold  (mit Iryna Schymanowitsch  Belarus)
Mixed: 1. Runde (mit Pavle Rogan  Montenegro)

### Triathlon
Mädchen
- Sofija Pryjma
Einzel: 22. Platz
Mixed: 10. Platz (im Team Welt 1)

### Turnen
Jungen
- Wladyslaw Hryko
Einzelmehrkampf: 6. Platz
Ringe: Bronze 
Sritpferd: Silber

### Wasserspringen
| Mädchen - Hanna Krasnoshlyk Kunstspringen: Silber Turmspringen: 7. Platz Mixed: 8. Platz (mit Jonathan Chan Singapur) | Jungen - Pylyp Tkatschenko Kunstspringen: 5. Platz Turmspringen: 8. Platz Mixed: Bronze (mit Gracia Leydon Mahoney Vereinigte Staaten) |